# Paul do Boquilobo
Paul do Boquilobo este o arie protejată (arie de protecție specială avifaunistică — SPA) din Portugalia întinsă pe o suprafață de 432,79 ha, integral pe uscat.

## Localizare
Centrul sitului Paul do Boquilobo este situat la coordonatele 39°22′56″N 8°32′09″W / 39.382194°N 8.535829°V.

## Înființare
Situl Paul do Boquilobo a fost declarat arie de protecție specială avifaunistică în martie 1988 pentru a proteja 68 de specii de animale.

## Biodiversitate
Situată în ecoregiunea mediteraneană, aria protejată nu include niciun habitat protejat.
La baza desemnării sitului se află mai multe specii protejate:
- păsări (63): lăcar mare (Acrocephalus arundinaceus), lăcar-de-rogoz (Acrocephalus schoenobaenus), lăcar-de-lac (Acrocephalus scirpaceus), ciocârlie-de-câmp (Alauda arvensis), pescăruș albastru (Alcedo atthis), rață sulițar (Anas acuta), rață lingurar (Anas clypeata), rață pitică (Anas crecca), rață fluierătoare (Anas penelope), rață mare (Anas platyrhynchos), rață cârâitoare (Anas querquedula), rață pestriță (Anas strepera), fâsă de luncă (Anthus pratensis), fâsă de pădure (Anthus spinoletta), stârc roșu (Ardea purpurea), stârc galben (Ardeola ralloides), rață-cu-cap-castaniu (Aythya ferina), rața moțată (Aythya fuligula), rață roșie (Aythya nyroca), ciocârlie-cu-degete-scurte (Calandrella brachydactyla), Caprimulgus ruficollis, scatiu (Carduelis spinus),  prundaș gulerat mic (Charadrius dubius), chirighiță-cu-obraz-alb (Chlidonias hybridus), chirighiță neagră (Chlidonias niger), barză albă (Ciconia ciconia), erete de stuf (Circus aeruginosus), Clamator glandarius, cuc (Cuculus canorus), egretă mică (Egretta garzetta), șoimul rândunelelor (Falco subbuteo), muscar negru (Ficedula hypoleuca), lișiță (Fulica atra), becațină comună (Gallinago gallinago), acvilă pitică (Hieraaetus pennatus), piciorong (Himantopus himantopus), Hippolais polyglotta, rândunică (Hirundo rustica), stârc pitic (Ixobrychus minutus), sfrâncioc cu cap roșu (Lanius senator), pescăruș râzător (Larus ridibundus), grelușel-de-zăvoi (Locustella luscinioides), ciocârlie de pădure (Lullula arborea), privighetoare (Luscinia megarhynchos), gușă albastră (Luscinia svecica), gaia neagră (Milvus migrans), codobatură galbenă (Motacilla alba), codobatura galbenă (Motacilla flava), muscar sur (Muscicapa striata), stârc de noapte (Nycticorax nycticorax), grangur (Oriolus oriolus), vultur pescar (Pandion haliaetus), lopătar (Platalea leucorodia), Porphyrio porphyrio, brumăriță de pădure (Prunella modularis), turturică (Streptopelia turtur), graur (Sturnus vulgaris), silvie de zăvoi (Sylvia borin), silvie de câmp (Sylvia communis), fluierarul de zăvoi (Tringa ochropus), sturzul viilor (Turdus iliacus), sturz-cântător (Turdus philomelos), nagâț (Vanellus vanellus)
- amfibieni (1): Discoglossus galganoi
- mamifere (1): vidră de râu (Lutra lutra)
- pești (3): Chondrostoma lusitanicum, Chondrostoma polylepis, Rutilus macrolepidotus

Pe lângă speciile protejate, pe teritoriul sitului au mai fost identificate 3 specii de păsări, 4 specii de mamifere, 1 specie de reptile.